# Patentanspruch
Der Begriff Patentanspruch wird im deutschen Sprachraum in zwei unterschiedlichen und bei Verwechslung zu Unverständnis führenden Bedeutungen gebraucht.
In der sehr häufigen und gesetzeskonformen Verwendung des Begriffs Patentanspruch bezeichnet er eine besondere Textstelle im umfangreicheren Textwerk einer deutschen oder europäischen Patentanmeldung oder eines Patents. Der vorliegende Artikel betrifft dieses Verständnis des Begriffs Patentanspruch.
Darüber hinaus wird der Begriff Patentanspruch gelegentlich zur Bezeichnung der Rechte oder Ansprüche, die einem Patentinhaber aus seinem Patent heraus zustehen, verwendet.

## Begriffsinhalt
Ein Patentanspruch ist eine besondere Textstelle im umfangreicheren Textwerk einer deutschen oder europäischen Patentanmeldung oder eines Patents. Durch Gesetz sind ein oder mehrere Patentansprüche in einer Patentanmeldung oder einem Patent vorgeschrieben, und es sind ihnen zwei Funktionen zugewiesen, nämlich zum einen die Darstellung derjenigen Kombination von Merkmalen einer Erfindung, die die Erteilung des Patents rechtfertigen soll, und zum anderen die Begrenzung des Schutzes des ggf. erteilten Patents auf ebendiese Merkmalskombination.
Die englische Bezeichnung ist "claim" oder "patent claim", die französische "revendication".

## Rechtsgrundlage
Das deutsche Patentgesetz (PatG) fordert Patentansprüche als Ort der Darstellung der patentwürdigen Merkmalskombination einer Erfindung in § 34(3)3. Dass die Patentansprüche auch die Begrenzung des Schutzbereichs des ggf. erteilten Patents sind, ist in § 14 niedergelegt.
Das Europäische Patentübereinkommen (EPÜ) trifft die gleichen Bestimmungen in Art. 78(1)c, Art. 84 und Art. 69(1).

## Abgrenzung
In der deutschen Sprache ähnlich bezeichnet, aber doch etwas ganz anderes als ein Patentanspruch (oder die Patentansprüche) sind die Ansprüche aus einem Patent, die dann – im Metier nicht oft – zusammenfassend auch gelegentlich als Patentansprüche bezeichnet werden. Insbesondere der Begriff Anspruch hat dabei dann eine ganz andere Bedeutung und vor allem nicht die Bedeutung einer besonderen Textstelle im Textwerk einer Patentanmeldung oder eines Patents.
Allgemein im Rechtswesen ist ein Anspruch das Recht des Inhabers, von einem konkreten Anderen ein Tun oder Unterlassen zu verlangen. Die Ansprüche des Inhabers aus seinem Patent heraus gegenüber einem Anderen sind Unterlassung der Nutzung der patentierten Lehre für die Zukunft, ggf. Schadenersatz für in der Vergangenheit erfolgte Patentverletzung und dann ggf. Hilfsansprüche wie Information über den Umfang der Verletzung zur Bestimmung des Schadenersatzes etc. Diese Ansprüche aus einem Patent sind nicht Gegenstand dieses Artikels. Sie sind in Patent >> Rechtliche Schutzwirkung dargestellt.

## Einzelheiten

### Stellung und Funktion der Patentansprüche in der Patentanmeldung

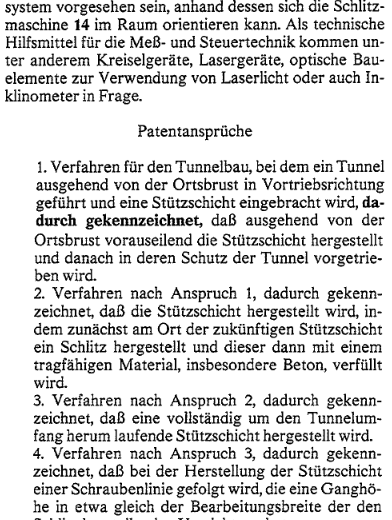
Patentansprüche in der amtlichen Veröffentlichung einer Patentanmeldung. Anspruch 1 ist unabhängig. Die Ansprüche 2 bis 4 sind von ihm abhängig, indem sie sich direkt oder indirekt auf Anspruch 1 rückbeziehen.

Allgemein sind Patentanmeldungen und Patente mehr oder minder umfangreiche Textwerke zur Darstellung einer technischen Erfindung und ihres Umfelds. Meistens beinhalten sie auch Zeichnungen, auf die sich der Text bezieht. Der Text enthält von Anfang an mehrere, in der Regel klar unterscheidbare Teile, nämlich
- die Darstellung des Standes der Technik, also dessen, was es vor der Erfindung im einschlägigen Metier schon gab
- oft die Formulierung einer der Erfindung zugrunde liegenden Aufgabe
- die Beschreibung der Erfindung und der Varianten, Optionen und speziellen Ausgestaltungen dazu,
- die Patentansprüche
- eine Zusammenfassung

Da die textmäßige Beschreibung einer Erfindung oft viele Varianten und Optionen enthält, ist die herkömmliche Beschreibung einer Erfindung in ihrer Vielfalt nicht geeignet erkennen zu lassen, was nun konkret zur Begründung des Patentschutzes herangezogen werden soll und was dementsprechend auch den Schutz des Patents ggf. begrenzen soll. Diese Funktion haben vielmehr die Patentansprüche. Dementsprechend liefern sie in der Regel keine über die Darstellung der Erfindung in der Beschreibung hinausgehenden Inhalte, sondern exzerpieren aus der Beschreibung möglichst kurz und knapp, in der Regel stichwortartig und nicht in grammatikalisch vollständigen Sätzen, eine gewünschte Kombination von Merkmalen, die den Patentschutz zugleich begründen und begrenzen soll.
Da die Patentansprüche diejenigen Textstellen sind, die wiedergeben, was das Patent rechtfertigen soll, sind sie und ihre Formulierung der wichtigste Gegenstand des Prüfungsverfahrens der Patentanmeldung vor der Erteilung.

### Mehrere Patentansprüche
Meistens enthalten Patente und ihre Anmeldungen – wie im nebenstehenden Beispiel – mehrere Patentansprüche. Sie werden dann fortlaufend nummeriert.

#### Unabhängige und abhängige Patentansprüche
Ein Patentanspruch kann für sich alleine stehen und wird dann als unabhängiger Patentanspruch bezeichnet. Er kann aber auch Bezug auf andere Patentansprüche nehmen und wird dann als abhängiger Patentanspruch bezeichnet. Die Abhängigkeit bedeutet, dass der abhängige Patentanspruch den Inhalt des in Bezug genommenen Anspruchs vollständig aufnimmt und den eigenen Inhalt daran anfügt. Abhängige Patentansprüche werden als Schreibabkürzung betrachtet. Statt den referenzierten Anspruch nochmals niederzuschreiben, wird er in Bezug genommen, so dass Redundanzen sowohl beim Schreiben wie auch beim Lesen vermieden werden. Ein abhängiger Patentanspruch kann sich naturgemäß immer nur auf vorgenannte Patentansprüche beziehen, niemals auf sich selbst oder Nachgenannte.

#### Patentansprüche auf unterschiedliche Kategorien
Häufig haben Erfindungen unterschiedliche Facetten (Beispiel: Ansteuerung eines Airbags im KfZ). Sie können als Verfahren (Erfassen, Auswerten, Auslösen …), aber auch als Gerätschaft (Sensoren, Schaltung/Rechner, Trigger …) verstanden werden. Beide Facetten können dann auch in einer Patentanmeldung beschrieben und zuletzt als voneinander unabhängige Patentansprüche in unterschiedlichen Kategorien (Verfahrensanspruch, Gerätschaft) formuliert werden.

### Prüfung und Änderungen der Patentansprüche im Prüfungsverfahren
Ein ganz wesentlicher Teil des Sachprüfungsverfahrens zu einer Patentanmeldung ist die Formulierung von Patentansprüchen, die für den Anmelder nützlich sind und die der Prüfer für gewährbar hält. Zuletzt patentierte Patentansprüche sind regelmäßig ganz anders formuliert als die ursprünglich vorgelegten. Der für die Prüfung einer Anmeldung zuständige Prüfer beschäftigt sich vorrangig mit der Prüfung des Inhalts der Patentansprüche. Er wird nicht sämtliche Inhalte einer Patentanmeldung prüfen, sondern nur das, was ihm in Form von Patentansprüchen vorgelegt wird.
Die Formulierung der Patentansprüche ist Sache des Anmelders. Nach der Ausarbeitung legt er sie dem Prüfer in Form eines oder mehrerer Anträge zur Prüfung vor. Der Prüfer darf nicht von sich aus Patentansprüche formulieren und erteilen. Allerdings kann ein Prüfer Vorschläge machen oder Hinweise geben, die der Anmelder sich dann in Form eines Antrags zu Eigen machen kann.
Indem der Anmelder die Patentansprüche formuliert und dem Prüfer als Antrag vorlegt, zeigt er, dass er damit einverstanden ist und mit dem ggf. entstehenden Schutzbereich leben kann. Wenn dann der zuständige Prüfer den Patentanspruch für insgesamt patentwürdig hält, kann das Patent erteilt werden, wenn nicht noch andere Erteilungshindernisse vorliegen.
Eine sehr regelmäßige Konstellation im Prüfungsverfahren ist es, dass das Patentamt enger gefasste Patentansprüche fordert, weil eine vorliegende Formulierung als zu allgemein und nicht patentwürdig angesehen wird, während der Anmelder möglichst breit gefasste Patentansprüche wünscht, um einen breiten Schutzbereich zu haben und Umgehungslösungen zu erschweren.
Wenn im Prüfungsverfahren Patentansprüche geändert werden müssen, gilt für die Zulässigkeit dieser Änderungen das Erfordernis der ursprünglichen Offenbarung.

### Veröffentlichung
Sowohl Patente als auch ihre Anmeldungen werden amtlicherseits veröffentlicht. Die Veröffentlichungen beinhalten auch jeweils die Patentansprüche. Auf diese Weise erfährt die Öffentlichkeit, welche Patentansprüche anfänglich zur Patentierung beantragt wurde und welche Patentansprüche zuletzt ggf. erteilt wurden.

### Amtsgebühren
Sowohl das deutsche als auch das europäische Patentamt erheben zusätzlich zu den sonstigen Gebühren amtliche Gebühren abhängig von der Anzahl der Patentansprüche. Das DPMA fordert ab dem 11. Patentanspruch 20 € pro Anspruch (für die elektronische Anmeldung, bei Papieranmeldungen sind es 30 € pro weiterem Anspruch), das europäische ab dem 16. Anspruch 275 € und ab dem 51. sogar 685 € pro Anspruch (Stand Juni 2024).

## Gebrauchsmuster
Die obigen Ausführungen (abgesehen betreffend Prüfungsverfahren und Kategorien) gelten auch zu Gebrauchsmustern. Dort heißen die entsprechenden Textstellen aber nicht Patentansprüche, sondern Schutzanspruch bzw. Schutzansprüche.